# Trolltjärns naturreservat
Trolltjärns naturreservat är ett reservat i Örnsköldsviks kommun som avsattes 1972.
Det ligger vid Lägstaån, i Lägsta, väster om Remmarn. Tjärnen är omgiven av gammelskog i ett reservat som är 64 hektar stort.
Det är också utsett till Natura 2000-område. De naturtyper som bidragit till att göra Trolltjärn till Natura 2000-område är framför allt skogbevuxen myr och västlig taiga, men även som det heter i beslutet ”öppna svagt välvda mossar, fattiga och intermediära kärr och gungflyn”. Vad gäller den västliga taigan är det undergrupperna gamla talldominerade skogar, gamla barrblandskogar och gamla grandominerade skogar som sagts vara skyddsvärda. 

## Bilder

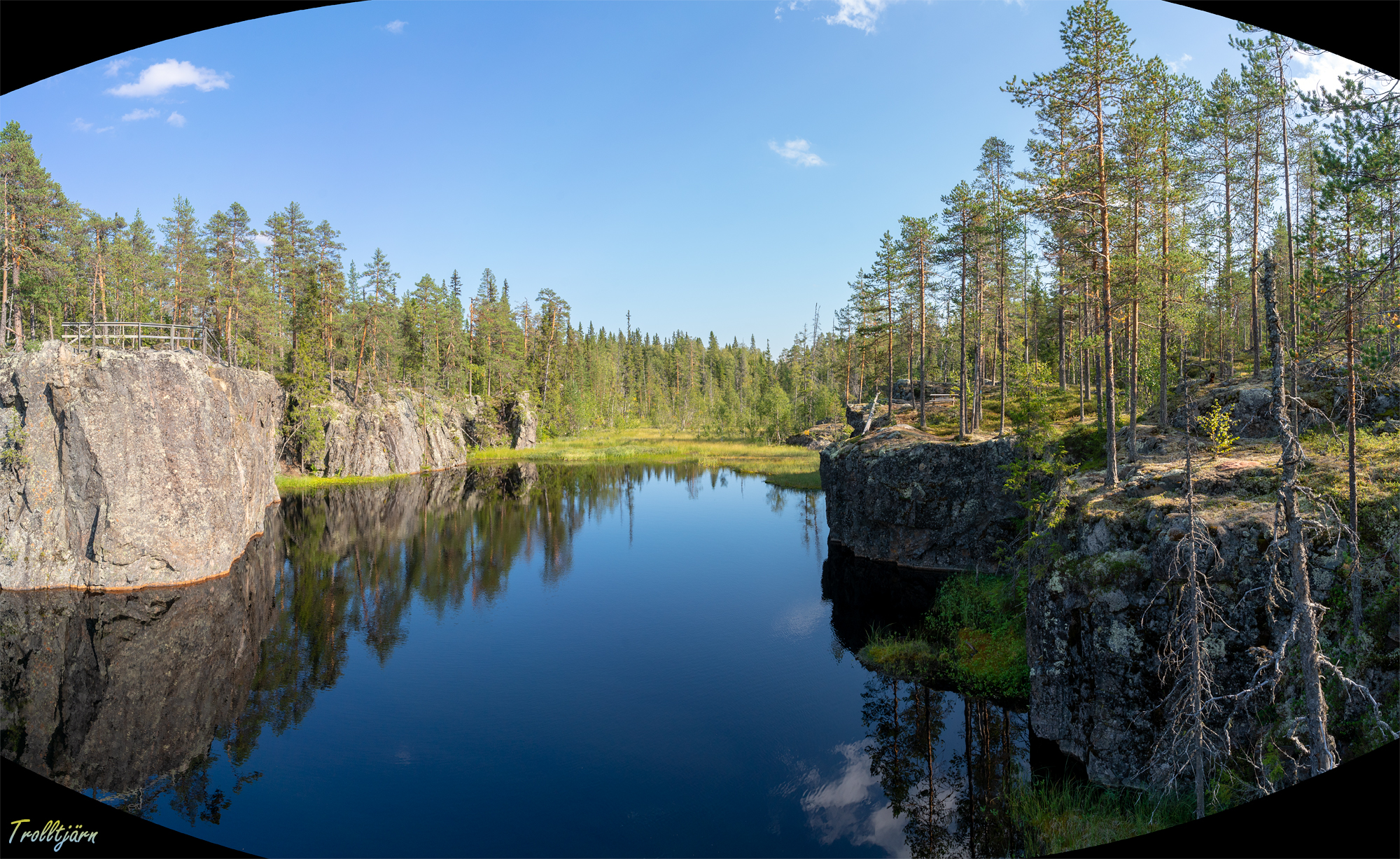
Trolltjärn - vy mot öster.
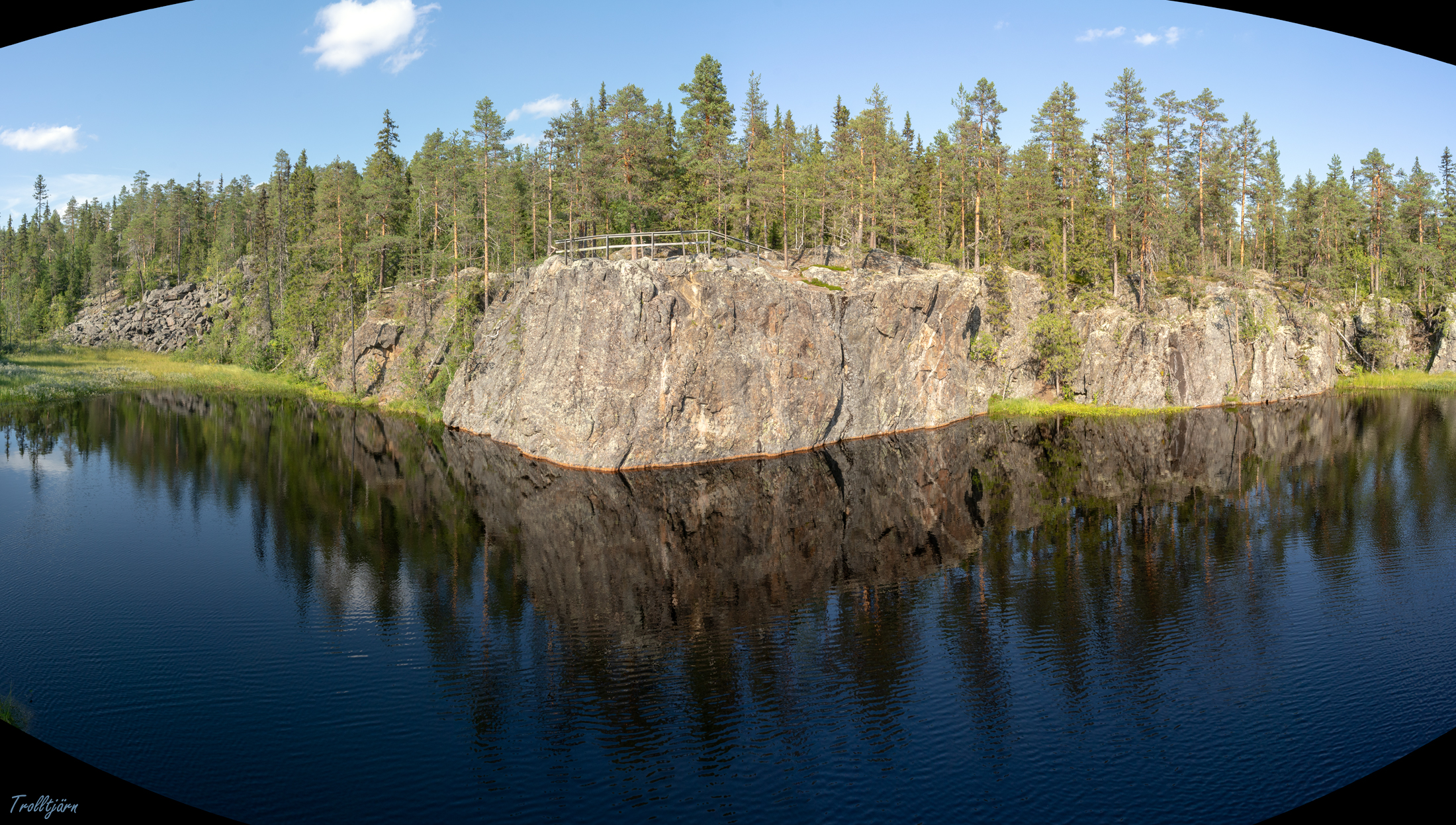
Trolltjärn - vy mot norra sidan.
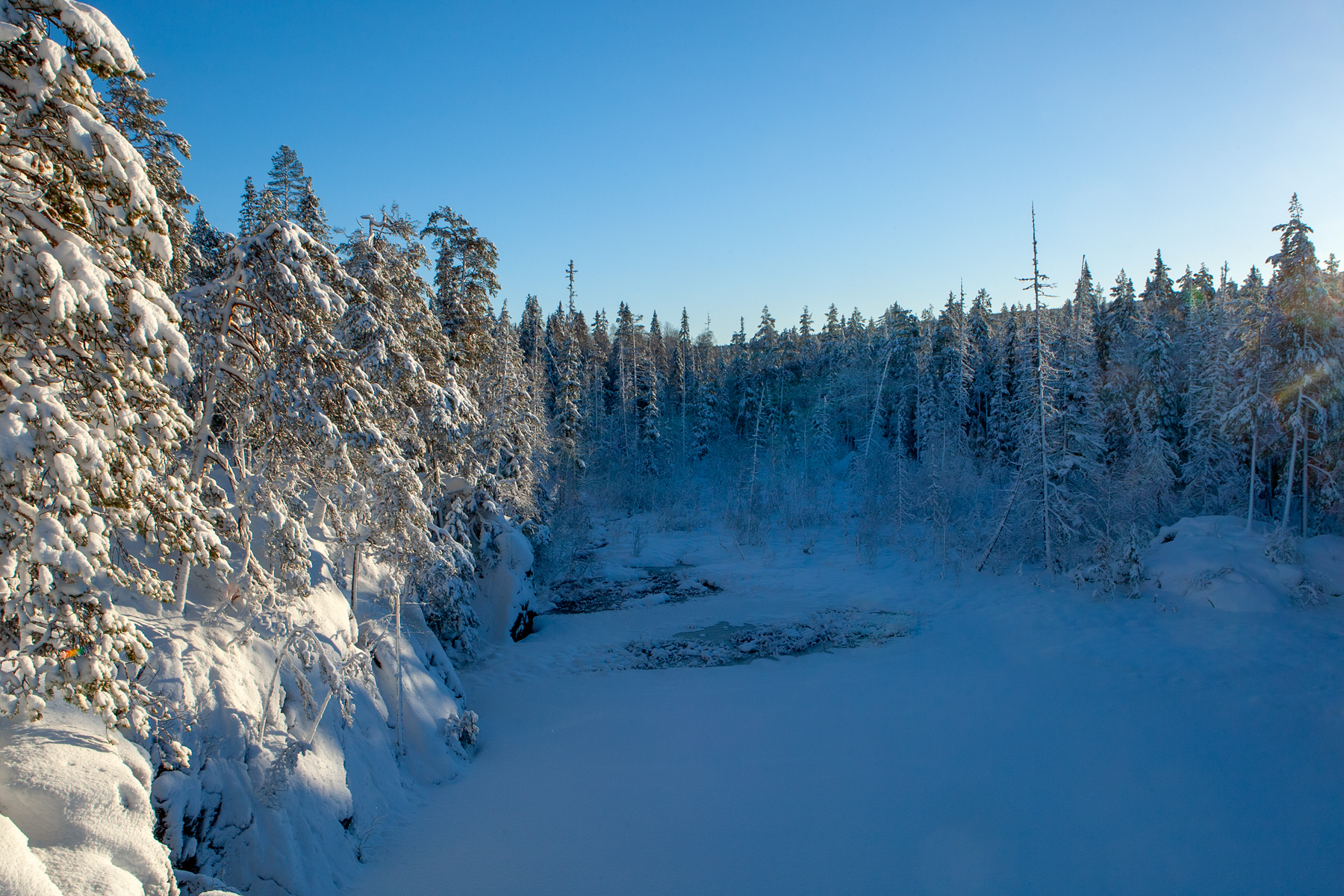
Trolltjärn i vinterskrud.
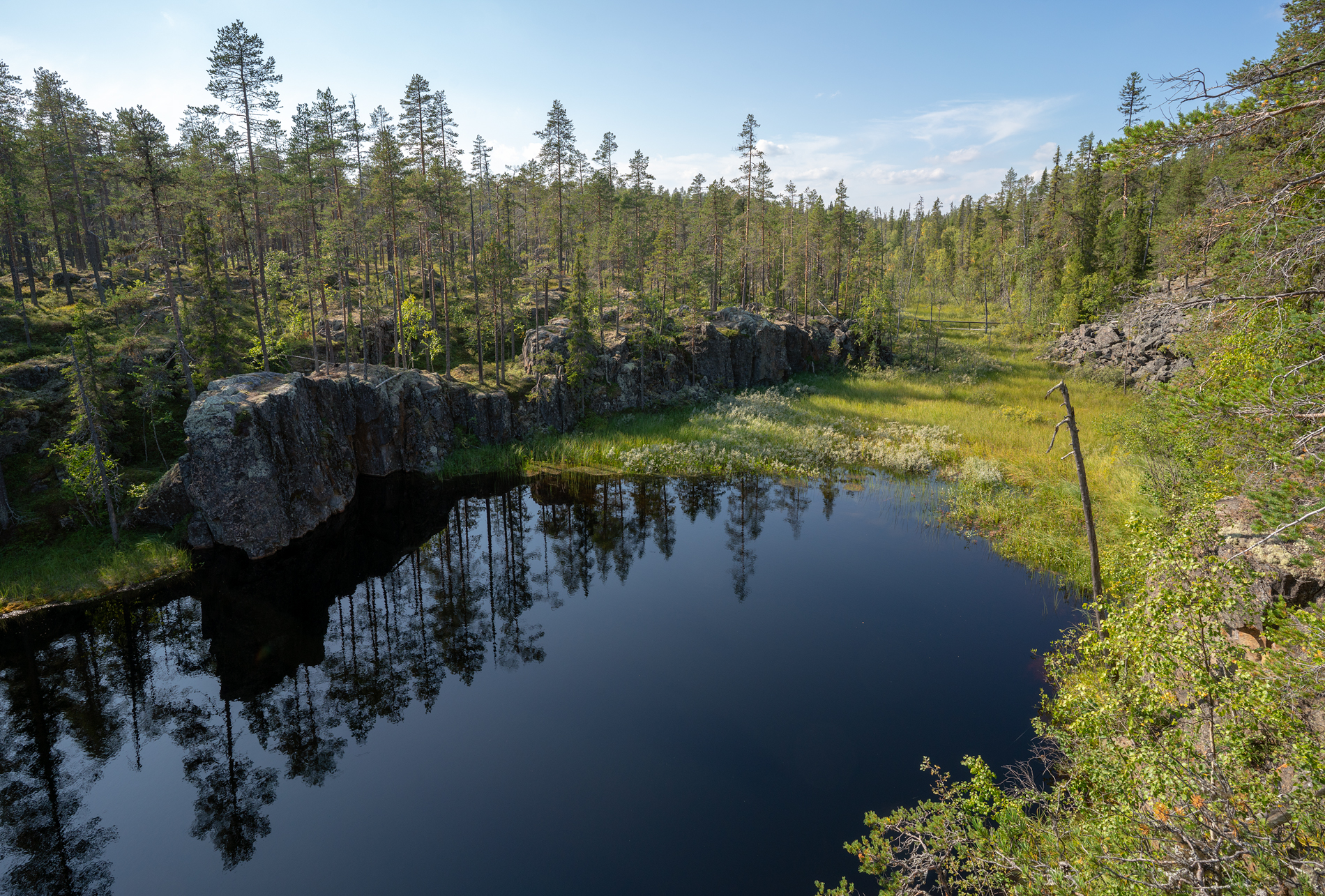
Trolltjärn - vy mot väster.
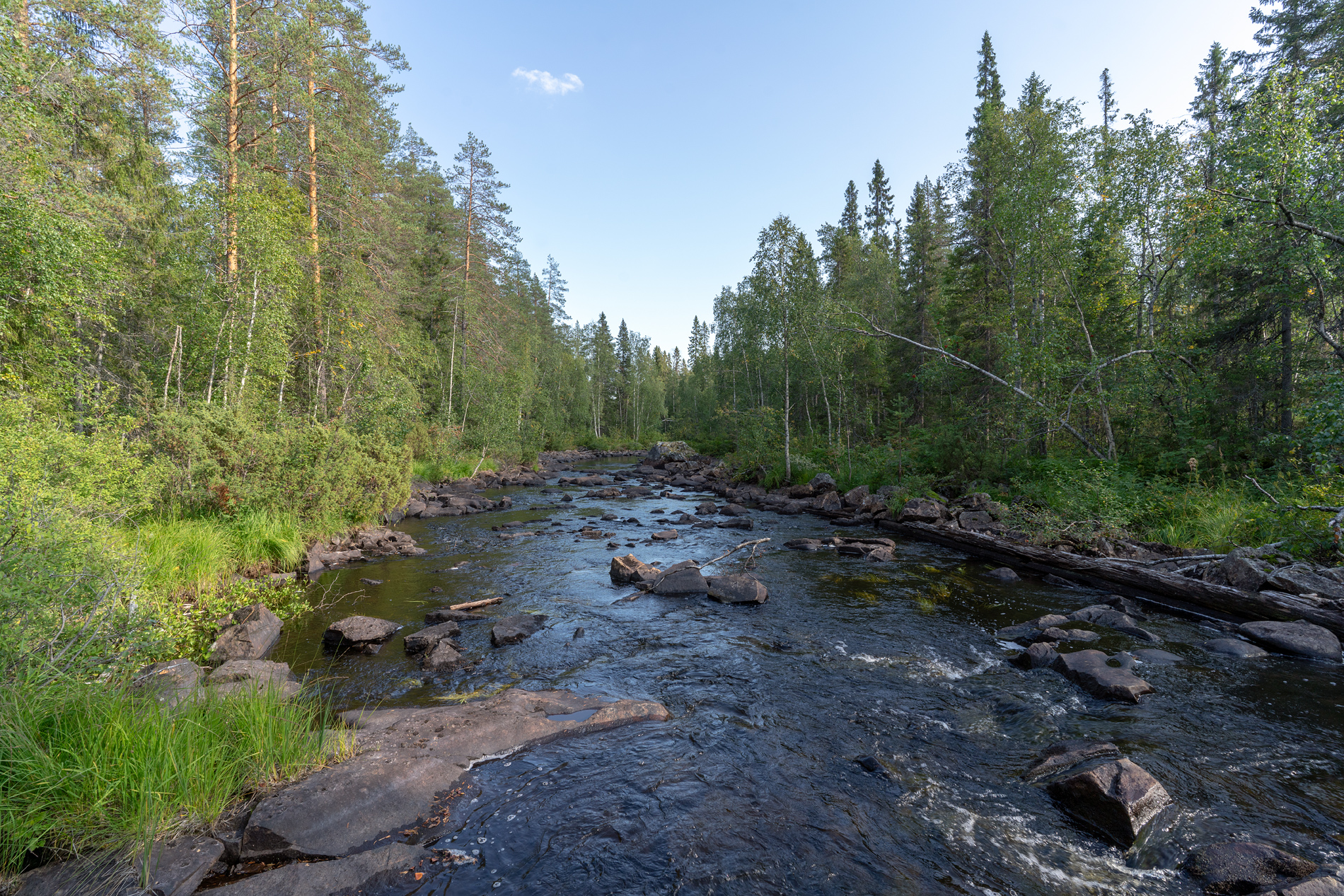
Lägstaån vid Trolltjärns södra gräns.
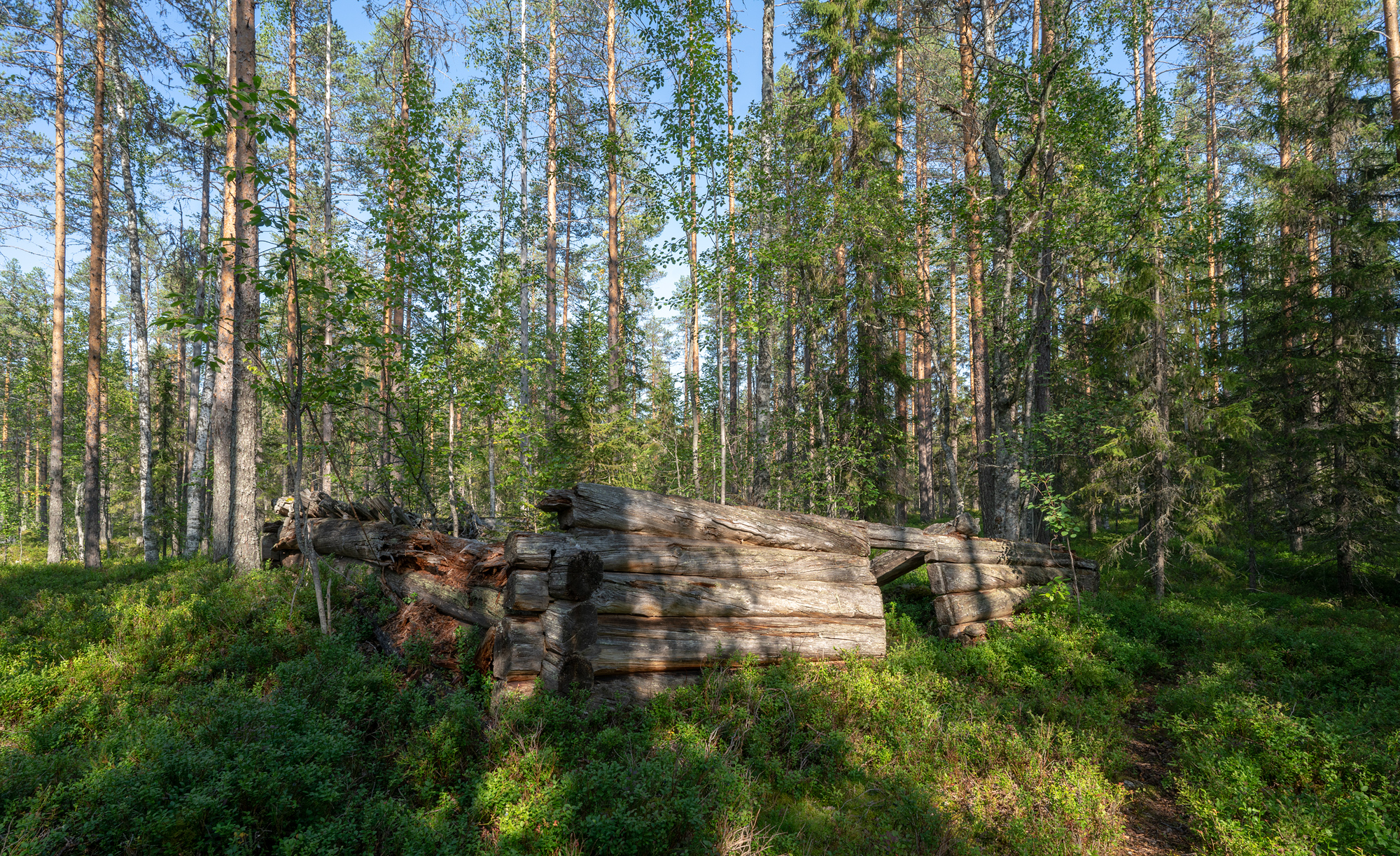
Troligen en förfallen flottarkoja.